# Devon Campbell
Devon Ashleigh Campbell (Vancouver, 15 giugno 1982) è un'ex cestista canadese.

## Carriera
Con il Canada ha disputato i Campionati americani del 2007.